# قرار مجلس الأمن التابع للأمم المتحدة رقم 126
قرار مجلس الأمن التابع للأمم المتحدة رقم 126، الصادر في 2 ديسمبر 1957م. كان هذا آخر قرار من ثلاثة قرارات صدرت خلال عام 1957م للتعامل مع النزاع بين حكومتي الهند وباكستان حول أراضي جامو وكشمير. وأعقب تقريرًا عن الوضع من قبل جونار جارينج، ممثل السويد الذي طلبه المجلس في القرار 123. ويطلب من حكومتي الهند وباكستان الإمتناع عن تفاقم الوضع، ويأمر ممثل الأمم المتحدة للهند وباكستان بزيارة شبه القارة وإبلاغ المجلس بالإجراءات الموصى بها لتحقيق مزيد من التقدم.
تم تمرير القرار بأغلبية عشرة أصوات، مع امتناع الاتحاد السوفياتي.